# Лоуренс, Уильям Леонард
Уи́льям Леонард Ло́уренс (англ. William Leonard Laurence; 1888—1977) — американский журналист и официальный историограф ядерных программ США в 1940-е — 1950-е годы. Печатался в The New York Times.
Получил две Пулитцеровские премии и являлся официальным историографом Манхэттенского проекта (Manhattan Project). Был единственным журналистом, освещавшим Trinity test и атомные бомбардировки Хиросимы и Нагасаки.
Автор культовой фразы «Атомный век» («Atomic Age»), которая была популярна в 1950-х годах.

## Предложенное название
Уильямом Л. Лоуренсом было предложено название реакции Джекилла-Хайда — по мотивам рассказа Роберта Льюиса Стивенсона «Странная история доктора Джекила и мистера Хайда», в котором мягкий и воспитанный доктор Джекилл, выпив определённое снадобье, превращался в крайне злобного и распутного мистера Хайда.